# Gargoyles (serial)
Gargoyles (cunoscut și sub numele de Gargoyles: The Goliath Chronicles pentru sezonul 3) este un serial de televiziune animat produs de Walt Disney Television Animation, în colaborare cu Walt Disney Animation Japan pentru primele două sezoane și Nelvana pentru al treilea sezon și difuzat inițial din 24 octombrie 1994 până la 15 februarie 1997. Seria prezintă o specie de creaturi nocturne cunoscute sub numele de gargui care se transformă în piatră pe timpul zilei.  După ce au petrecut o mie de ani într-o stare pietrificată fermecată, garguiele (care au fost transportate din Scoția medievală) sunt trezite în orașul modern New York și își asumă rolurile de protectori secreți pe timp de noapte a orașului. 
Gargoyles a fost remarcat pentru tonul relativ întunecat, arcuri complexe ale poveștii și melodramă; precum și temele shakespeariane. Seria a primit, de asemenea, comparații favorabile cu Batman: The Animated Series și X-Men. O adaptare a unui joc video și o serie de benzi desenate spin-off au fost lansate în 1995. Povestea show-ului a continuat din 2006 până în 2009 într-o serie de benzi desenate cu același titlu, produsă de Slave Labor Graphics, și a fost readusă din nou de Dynamite Entertainment în 2022. În 2023, un serial reboot în live-action pentru Disney+ a fost anunțat, care urmează să fie produs de Atomic Monster.

## Episoade
Au fost produse 78 de episoade de jumătate de oră.
Primul sezon a constat din 13 episoade, inclusiv o poveste de deschidere în cinci părți. Episoadele din acest sezon au fost scrise aproape în întregime de Michael Reaves și Brynne Chandler Reaves. Al doilea sezon este format din 52 de episoade, printre care și o poveste lungă la mijlocul sezonului, poreclită de fani „The Gargoyles World Tour”, în care patru dintre personajele principale călătoresc prin lume, întâlnind alte gargui și confruntându-se cu diverse pericole mistice și științifico-fantastice. Personalul de scriitori a fost extins mult pentru realizare celui de-al doilea sezon.
După achiziționarea de către Disney a ABC în 1996, al treilea și ultimul sezon a fost difuzat în diminețile de sâmbătă pe ABC sub numele de Gargoyles: The Goliath Chronicles.  În culise, echipele de animație și scriere s-au schimbat aproape complet față de sezoanele unu și doi.